# Тысяча миров
«Тысяча миров» (англ. Thousand Worlds) — фантастический цикл американского писателя Джорджа Мартина. Цикл состоит из одного романа «Умирающий свет» (1977) и множества повестей, написанных в 1970-е — 80-е. На русском языке произведения из цикла неоднократно переиздавались с 1990 года разным составом.

## Состав цикла
- Умирающий свет (Dying of the Light) — роман, 1977
- Путешествия Тафа (Tuf Voyaging) — сборник повестей, 1986 
  - Чумная звезда (The Plague Star)
  - Хлеба и рыбы (Loaves and Fishes)
  - Хранители (Guardians)
  - Повторная помощь (Second Helpings)
  - Зверь для Норна (A Beast for Norn)
  - Зовите его Моисеем (Call Him Moses)
  - Манна небесная (Manna from Heaven)
- Герой (The Hero) — рассказ, 1971
- Мистфаль приходит утром (With Morning Comes Mistfall) — рассказ, 1973
- Песнь о Лии (A Song for Lya) — повесть, 1974
- «...И берегись двуногого кровь пролить» (And Seven Times Never Kill Man) — повесть, 1975
- Башня из пепла (This Tower of Ashes) — рассказ, 1976
- Злоцветы (Bitterblooms) — рассказ, 1977
- Каменный город (The Stone City) — повесть, 1977
- Короли-пустынники (Sandkings) — повесть, 1979
- Путь креста и дракона (The Way of Cross and Dragon) — рассказ, 1979
- Летящие сквозь ночь (Nightflyers) — повесть, 1980
- Стеклянный цветок (The Glass Flower) — повесть, 1986